# Oxycarenus pallens
Espèce
Synonymes
- Stenogaster pallens Herrich-Schäffer, 1850 (protonyme)

Oxycarenus pallens est une espèce d'insectes hétéroptères (punaises) de la famille des Oxycarenidae.

## Répartition et habitat
Cette espèce vit en Europe, et est associée aux centaurées (Centaurea spp.).